# Azupiranu
Azupiranu (𒌑𒄯𒊕 / Šamḫurrēšu ) foi uma cidade na Mesopotâmia antiga . A sua localização exata é desconhecida. Em um texto neoassírio que parece ser a autobiografia de Sargão da Acádia, Azupiranu é designado como o local de nascimento de Sargão e descrito como sendo "situado nas margens do rio Eufrates ".  Azupiranu é um nome acadiano que significa "cidade do açafrão ". 